# Consell General de l'Alta Viena

Logo del Consell General

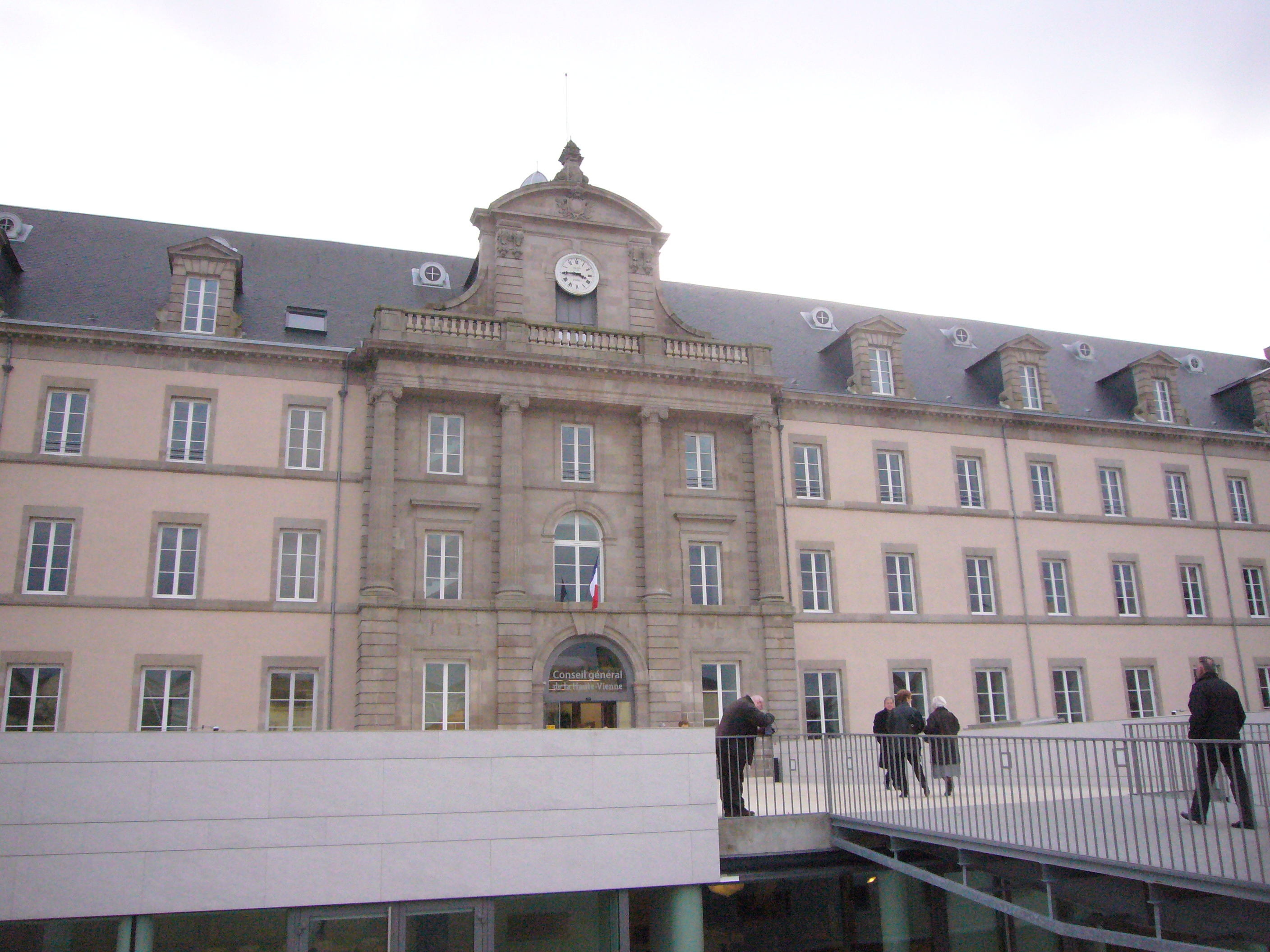
Seu del Consell General

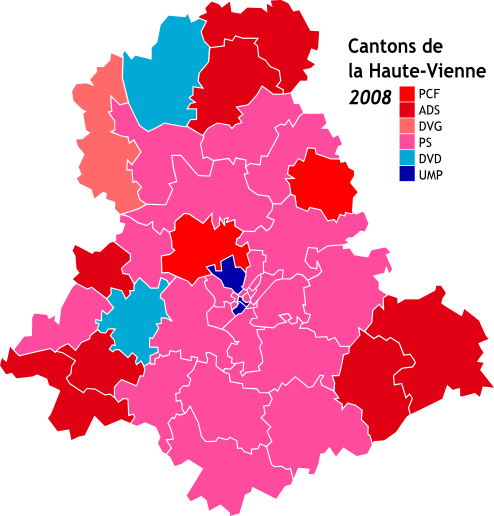
Cantons de l'Alta Viena a les eleccions de 2008

El Consell General de l'Alta Viena (en occità Conselh Generau de Nauta Vinhana) és l'assemblea deliberant executiva del departament francès de l'Alta Viena, a la regió de la Nova Aquitània.
La seu es troba a l'antiga caserna de la Visitació, al carrer François Chénieux de Llemotges, i des de 2004 la presidenta és Marie-Françoise Pérol-Dumont (PS).

## Antics presidents
- Jean-Claude Peyronnet (1982-2004)
- René Regaudie (1955-1982)
- Adrien Tixier (1945-1946)
- Léon Betoulle (1929-1940)

## Composició
El març de 2008 el Consell General de l'Alta Viena era constituït per 42 elegits pels 42 cantons de l'Alta Viena.
| Partit                            | Sigles | Electes |
| --------------------------------- | ------ | ------- |
| Majoria (37 escons)               |        |         |
| Partit Socialista                 | PS     | 27      |
| Partit Comunista                  | PCF    | 2       |
| Alternativa Democràcia Socialisme | ADS    | 7       |
| Divers Gauche                     | DVG    | 1       |
| Oposició (5 escons)               |        |         |
| Unió pel Moviment Popular         | UMP    | 3       |
| Divers Droite                     | DVD    | 2       |
| President del Consell General     |        |         |
| Marie-Françoise Pérol-Dumont (PS) |        |         |